# Albatros L 3
 (décembre 2021).
Le contenu est difficilement compréhensible vu les erreurs de traduction, qui sont peut-être dues à l'utilisation d'un logiciel de traduction automatique.
L'Albatros L 3 était un biplan de reconnaissance monoplace construit en Allemagne pendant la Première Guerre mondiale.

## Conception
L'Albatros L 3 était un biplan de reconnaissance non armé avec deux baies d'entretoises par aile. Il était propulsé par un seul moteur à pistons en ligne Gnome Delta. Au total, six L 3 ont été construits,.